# Willy Janssen
Willy Janssen (n. Sittard, 19 de febrero de 1960) es un exfutbolista neerlandés que jugaba en la demarcación de defensa.

## Selección nacional
Jugó un partido con la selección de fútbol de los Países Bajos. Lo disputó el 1 de septiembre de 1981 en calidad de amistoso contra Suiza, con un marcador final de 2-1 a favor del combinado suizo tras los goles de Lucien Favre y Angelo Elia por parte de Suiza; y John Metgod por parte de los Países Bajos.

## Clubes
| Club          | País         | Año       | Partidos | Goles |
| ------------- | ------------ | --------- | -------- | ----- |
| PSV Eindhoven | Países Bajos | 1976-1981 | 39       | 3     |
| NAC Breda     | Países Bajos | 1981-1983 | 27       | 3     |